# Carl von Haartman (militär)
Carl Magnus Gunnar Emil von Haartman, född 6 juli 1897 i Helsingfors, död 27 augusti 1980 i El Alamillo i Spanien, var en finländsk militär, diplomat och affärsman, även verksam inom filmbranschen. Han var brorsons son till Carl F.G. von Haartman.
Efter att under finska inbördeskriget 1918 ha avancerat till reservkornett, genomgick von Haartman Kadettskolan 1919–1920 och tjänstgjorde därefter vid Nylands dragonregemente till 1924. Han vistades därefter i USA och fick anställning inom filmvärlden i Hollywood, deltog på Francisco Francos sida i spanska inbördeskriget och erhöll under vinterkriget befälet över en bataljon på Kollaa-avsnittet. I fortsättningskriget ledde han en bataljon inom infanteriregementet JR 34 på Aunusnäset och vid Svir 1941–1942, var regementskommendör 1942 och blev överste 1943. Han var därefter militärattaché i Spanien och Portugal till 1946, då han tvingades avgå. Han etablerade sig som affärsman i Spanien, grundade firman Nordico SL och köpte en lantegendom i Malaga samt verkade som trädgårdsplanerare på Costa del Sol. Han utgav memoarverket Slag i slag (1971).

## Filmografi
- 1933 - Sininen varjo
- 1931 - Erämaan turvissa
- 1930 - Rymdens demoner
- 1927 - Korkein voitto
- 1928 - Uppvaknandet
- 1928 - Bröllopsmarschen
- 1927 - Kärlekspriset
- 1927 - Vingarna

## Regi
- 1930 - Kajastus
- 1929 - Korkein

## Filmmanus
- 1929 - Korkein voitto